# جائزة بول إرليش ولودفيج دارمشتيتر
جائزة بول إرليش ولودفيج دارمشتيتر (بالإنجليزية: Paul Ehrlich and Ludwig Darmstaedter Prize) هي جائزة سنوية تمنحها مؤسسة بول إرليش منذ عام 1952 للأفراد ممن أجروا أبحاثا في الطب. للجائزة قيمة مالية قدرها 120،000 يورو. تقام مراسم تسليم الجائزة كما جرت العادة في 14 مارس، وهو تاريخ عيد ميلاد الحائز على جائزة نوبل بول إيرليش، في كنيسة القديس بولس، فرانكفورت. يتم تكريم الباحثين من كل ربوع المعمورة في مجالات الطب التالية: علم المناعة وأبحاث السرطان وأمراض الدم وعلم الأحياء الدقيقة والعلاج الكيميائي التجريبي والسريري.
تُعد جائزة بول إرليش ولودفيج دارمشتيتر واحدة من أرقى الجوائز الممنوحة وأكثرها تميزًا على الساحة الدولية في مجال الطب بألمانيا وقد مُنحت الجائزة أول مرة في عام 1952، وهي ممولة من وزارة الصحة الفيدرالية الألمانية والجمعية الألمانية لشركة الأدوية القائمة على الأبحاث والتبرعات التي تخصصها الشركات لهذه الجائزة.
تجدر الإشارة إلى أن بعض الفائزين بالجائزة حازوا أيضا على جائزة نوبل فيما بعد.

## قائمة الفائزين
1952: - غيرهارد أيسنر، توبنغن - وولف هيلموت واغنر، نونينهورن 
1953: - أدولف بوتنانت، ميونيخ
1954: - إرنست بوريس تشين، لندن
1956: - غرهارت دوماك، إلبرفيلد
1958: - ريتشارد يوهان كون، هايدلبرغ
1960: - فيليكس هورويتز، بلومينغتون
1961: - ألبرت هيويت كونز، بوسطن - غونتر هيمان، لانغن - أرغان أوشتيرلوني، غوتنبرغ - جاك أودين، باريس
1962: - أوتو هاينريش فاربورغ، برلين
1963: - هيلموت هولزر، فرايبورغ ام بريسغاو - لوثار خاينيك، كولونيا - ديتليف كايسر، برلين - توليو تيرانوفا، روما
1964: - فريتز كوفمان، كوبنهاغن
1965: - فخابورغ إم بريسغاو، أوتو لوديغيتس - ليون لو مينور، باريس - إيدا أورسكوف، كوبنهاغن - فريتس أورسكوف، كوبنهاغن - بروس ستوكر، ستانفورد
1966: - فرانسيس بيتون روس، نيويورك
1967: - فيلهلم برنارد، فيلجويف - ريناتو دولبيكو، سان دييغو
1968: - والتر توماس جيمس مورغان، لندن - أوتو ويستفال، مونترو
1969: - هيروشي نيكايدو، بوسطن - آن ماري ستوب، باريس - وينيفريد م.واتكينز، لندن
1970: - إرنست روسكا، برلين - هيلموت روسكا، دوسلدورف
1971: - ألبرت كلود، بروكسل - كيث آر بورتر، بولدر - قخيتيوف س. سخوستراند، لوس أنجلوس
1972: - دينيس بارسونز بوركيت، لندن/أوغندا - يان فالدنستروم، مالمو
1973: - مايكل أنتوني إبستين، بريستول - كيميشيغي إيشزاكا، بالتيمور - دينيس هـ. رايت، ساوثامبتون
1974: - جيمس ل. جوانز، أكسفورد - جاك ميلر، ملبورن
1975: - جورج بي ماكانيس، بحيرة ساراناك - أفريون ميتشيسون، لندن - مورتن سيمونسن، كوبنهاغن
1976: - جورج بارسكي، فيلجويف - بوريس إفروسي، جيف سور إيفيت
1977: - توربيورن كاسبرسون، ستوكهولم - جون ب. جوردون، كامبريدج
1978: - لودفيك غروس، نيويورك - ويرنر شيفر، توبنغن
1979: - أرنولد غرافي، برلين - أوتو مولبوك، أمستردام - والاس ب.رو، بيثيسدا
1980: - أكيبا تومويتشيرو، سايتاما هاماو أوميزاوا، طوكيو
1981: - ستانلي فولكو، سياتل - سوسومو ميتسوهاشي، مايباشي
1982: - نيلز كاج جيرن، كاستيون دو جارد
1983: - بيتر سي دوهرتي، كانبرا - مايكل بوتر، بيثيسدا - رولف زينكرناجيل، زيورخ
1984: - بيت بورست، أمستردام - جورج ايه ام كروس، نيويورك
1985: - إرنست بودينغ، بالتيمور - لويس ميلر، بيتسدا - روث سونتاغ نوسينزويج، جامعة نيويورك
1986: - أبنر ل. نوتكينز، بيثيسدا
1987: - جان فرانسوا بوريل، بازل - هيو أونيل ماكديفيت، ستانفورد - فيليكس ميلجروم، بوفالو
1988: - بيتر ك.فوغت، لوس أنجلوس
1989: - ستيوارت إيه آرونسون، بيثيسدا - راسل إف دوليتل، جامعة كاليفورنيا، سان دييغو - توماس جراف، هايدلبرج
1990: - ر.جون كولير، بوسطن - ألوين ماكس بابنهايمر الابن، كامبريدج، ماساتشوستس
1991: - رينو رابولي، سيينا - ميتشيو أوي ، طوكيو
1992: - مانفريد إيجن، جوتنجن
1993: - فيليبا ماراك، دنفر - جون دبليو كابلر، دنفر - هارالد فون بوهمر، بازل
1994: - بيتر م.هولي، بوسطن - هارالد زور هاوسن، هايدلبورغ
1995: - ستانلي بروزنر، سان فرانسيسكو
1996: - باميلا جيه بيوركمان، باسادينا - هانز جورج رامينسي، هايدلبرغ - جاك إل سترومينجر، كامبريدج، ماساتشوستس
1997: - باري مارشال، بيرث، أستراليا الغربية - جون روبن وارين، بيرث، أستراليا الغربية
1998: - ديفيد بي لين، دندي - أرنولد ليفين، جامعة برينستون - بيرت فوجلشتاين، بالتيمور
1999: - روبرت تشارلز جالو، بالتيمور
2000: - روبرت هورفيتز، كامبريدج، ماساتشوستس - جون إف آر كير، بريسبان
2001: - ستيفن سي هاريسون، كامبريدج، ماساتشوستس - مايكل جي روسمان، وست لافاييت
2002: - كريج فنتر، روكفيل
2003: - ريتشارد أ. ليرنر، لا جولا - بيتر جي شولتز، لا جولا
2004: - تاك واه ماك، جامعة تورنتو - مارك ام ديفيس، جامعة ستانفورد
2005: - إيان ويلموت، معهد روزلين، إدنبرة
2006: - كريج ميلو، معهد هوارد هيوز الطبي وكلية ماساتشوستس الطبية في ووستر، ماساتشوستس - أندرو زد فاير، جامعة ستانفورد
2007: - آدا يوناث، عالمة كيمياء حيوية، معهد وايزمان، رحوفوت، إسرائيل - هاري نولر، جامعة كاليفورنيا، سانتا كروز، الولايات المتحدة الأمريكية
2008: - تيم موسمان، جامعة روتشستر
2009: - إليزابيث بلاكبيرن، جامعة كاليفورنيا، سان فرانسيسكو - كارول دبليو جريدر، جامعة جونز هوبكنز، بالتيمور
2010: - تشارلز ديناريلو، جامعة كولورادو دنفر
2011: - سيزار مونتيكوكو، جامعة بادوفا
2012: - بيتر والتر، جامعة كاليفورنيا، سان فرانسيسكو
2013: - ماري كلير كينغ، جامعة واشنطن، سياتل
2014: - مايكل ريث، جامعة فرايبورغ 
2015: - جيمس بي أليسون، جامعة تكساس، هيوستن - كارل إتش جون، كلية بيرلمان للطب بجامعة بنسلفانيا
2016: - إمانويل شاربونتي، معهد ماكس بلانك لبيولوجيا العدوى، برلين، وجامعة أوميو - جينيفر دودنا، جامعة كاليفورنيا، بيركلي
2017: - يوان تشانغ، معهد السرطان بجامعة بيتسبرغ - باتريك س.مور، معهد السرطان بجامعة بيتسبرغ
2018: - أنتوني سيرامي، شركة أرايم للأدوية، تاريتاون، ولاية نيويورك - ديفيد والاش، معهد وايزمان للعلوم في رحوفوت
2019: - فرانز أولريش هارتل، معهد ماكس بلانك، ميونيخ - آرثر إل هورويتش، كلية الطب بجامعة ييل 
2020: - شيمون ساكاجوتشي، جامعة أوساكا، اليابان  
2021: - مايكل ر. سيلفرمان، معهد الفخري أغورون في لا جولا - بوني باسلر، جامعة برينستون ومعهد هوارد هيوز الطبي  
2022: - كاتالين كاريكو، جامعة بنسلفانيا - أزليم توريسي، بيوأنتك في ماينز (ألمانيا) - أوغور شاهين، بيوأنتك في ماينز (ألمانيا) 